# Hammada

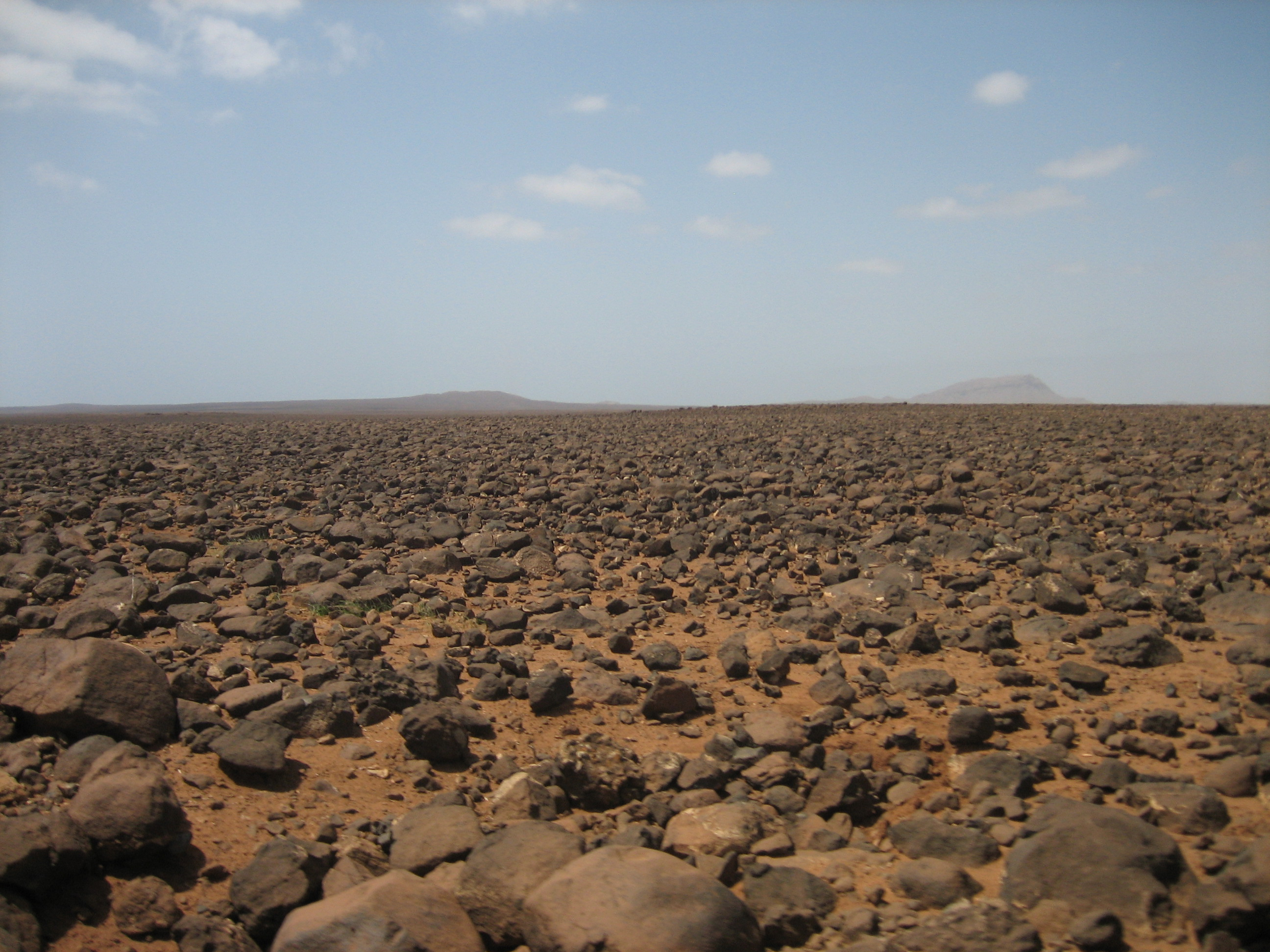
Hammada im Inneren der kapverdischen Insel Boa Vista

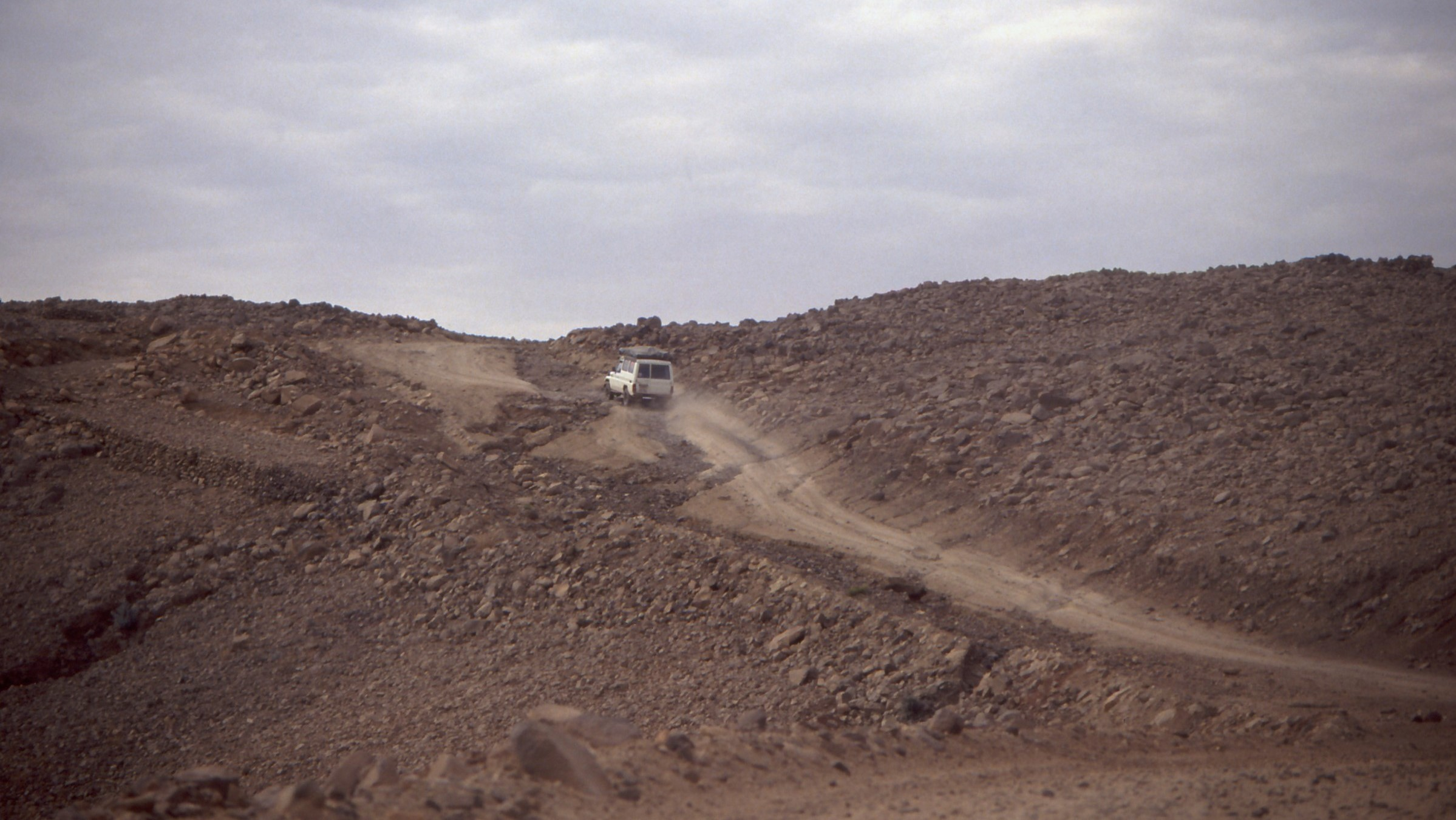
Hammada in der Nähe des Hoggar-Gebirges in Algerien

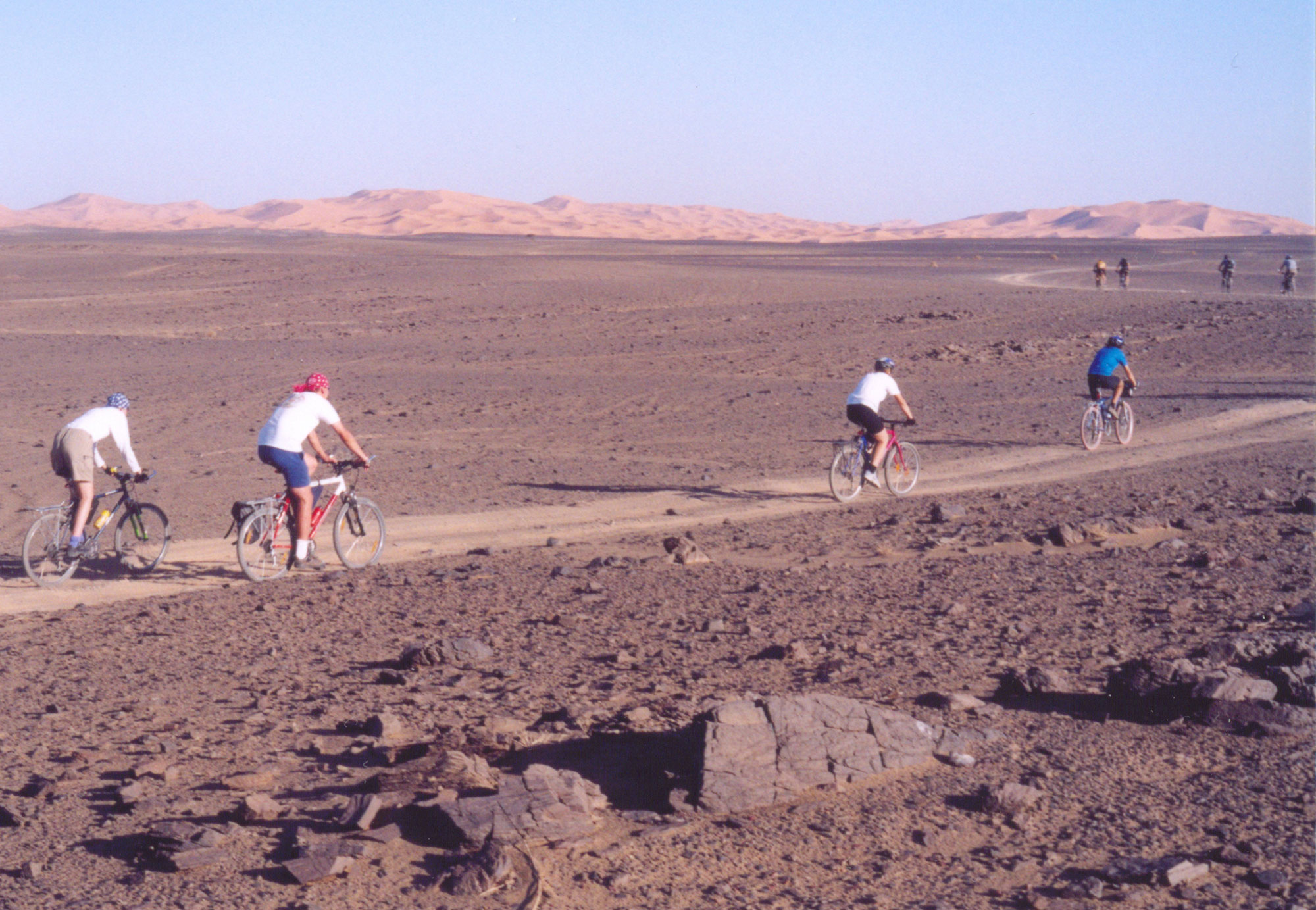
Radler fahren über eine Hammada zur Düne Erg Chebbi in Marokko

Hammada, auch Hamada oder Hamadah (arabisch همادة hammāda, von hāmid / هامد / ‚abgestorben, leblos, erstarrt, erloschen‘) ist die Bezeichnung für eine Oberflächenformation von Wüsten mit scharfkantigen Verwitterungsprodukten aus Gesteinen, die Ebenen aus Schutt bilden. Steinwüsten sind wesentlich verbreiteter als Sandwüsten. Die Sahara besteht zu 70 Prozent aus Hammada-Flächen, die unter anderem auch auf der Arabischen Halbinsel vorkommen. Eine Sonderform von Steinwüsten sind Steinpflaster, die aus einer nur wenige Zentimeter starken Gesteinsdecke über einem lockeren weichen Schluffboden bestehen.
Die Hammadas sind nicht mit Sand (Erg) oder Kieseln (Serir) gefüllt, sondern mit kantigen Steinsplittern, die aus pluvialzeitlichen Ebenen gebildet wurden. Die Oberfläche dieses Wüstentyps ist mit blockigem, kantigem Schutt- oder Felsmaterial dicht übersät, das sich als Ergebnis der physikalischen Verwitterung und der Auswehung des Feinmaterials hier angesammelt hat. Im Unterschied zu den locker verteilten Gesteinsbrocken der Hammada bildet die Oberflächenformation des Reg eine aus unterschiedlichen Gesteinsformen und -größen zusammengesetzte geschlossene Schicht.
Für Fahrzeuge und Dromedare sind Hammadas sehr schwer oder überhaupt nicht zu durchqueren.
Wegen der äußerst geringen Wasserreserve im felsigen Untergrund gehören Hammadas zu den lebensfeindlichen Wüstengegenden. Die Vegetation ist wüstengemäß spärlich. Da der Felsuntergrund wasserundurchlässig ist, sind die Wasserabflussraten in Fels- oder Steinwüsten besonders hoch, deshalb ist die Passage der sich durch Hammadas ziehenden Wadis besonders gefährlich.
Die größte Hammada ist die Hammada du Draa in der Westsahara; auch die Hammada al-Hamra in Südlibyen und ein Teil der Syrischen Wüste östlich des Hauran-Gebietes sind Hammadas.